# Gurley (Alabama)
Pour les articles homonymes, voir Gurley.
Gurley est une municipalité américaine située dans le comté de Madison en Alabama.
Selon le recensement de 2010, sa population est de 801 habitants. La municipalité s'étend sur 3,52 milles carrés (9,12 km2).

## Démographie
| 1890 | 1900 | 1910 | 1920 | 1930 | 1970 | 1980 | 1990  |
| ---- | ---- | ---- | ---- | ---- | ---- | ---- | ----- |
| 570  | 831  | 750  | 727  | 581  | 647  | 735  | 1 007 |

| 2000 | 2010 | - | - | - | - | - | - |
| ---- | ---- | - | - | - | - | - | - |
| 876  | 801  | - | - | - | - | - | - |